# 涪陵市 (地级市)
涪陵市，是四川省曾经设立的地级市，于1995年由涪陵地区改制而成，于1997年撤销，行政区域包括今重庆市下辖的涪陵区、武隆区、丰都县、垫江县、南川区等地，曾使用机动车号牌前缀川N、电话区号0810、行政区划代码511400。

## 历史
1949年，中华人民共和国成立后，同年11月、12月，涪陵各县相继归属共产党政权。1950年，四川省划分为川西、川东、川北、川南四个行署区和重庆市、西康省，涪陵时属川东行署。1950年1月，川东行政公置划定原国民政府四川省第八区为川东涪陵区，下辖涪陵县、南川县、酆都县、石砫县、武隆县、长寿县、彭水县。同月23日川东行政公署决定，划酉阳、黔江、秀山3个县为川东酉阳区。同年3月29日，川东各区改为专区。
1952年，撤销酉阳专区，该区3个县并入涪陵专区。1953年，垫江县从大竹专区划入涪陵专区。1957年，石砫县改名石柱县。1958年，长寿县划入重庆市，酆都县改名为丰都县。1968年6月，涪陵专区改为涪陵地区。1983年10月17日，涪陵县改为涪陵县级市。11月7日、11日，秀山县、酉阳县改为秀山土家苗族自治县、酉阳土家族苗族自治县。1984年11月10日、13日、15日，彭水县、黔江县、石柱县改为彭水苗族土家族自治县、黔江土家族苗族自治县、石柱土家族自治县。1988年，经国务院批准，将原属涪陵地区的黔江、酉阳、秀山、彭水、石柱5个县从涪陵地区划出，成立黔江地区。1995年11月5日，经国务院批准，撤销涪陵地区、涪陵市，建立地级涪陵市，新设枳城区、李渡区，辖原涪陵市的行政区域。1994年，南川县改为南川市。
1996年9月15日，经中共党中央、国务院批复同意，涪陵市划归重庆市代管。1997年3月14日，全国人民代表大会五届五次会议审议通过国务院关于提请审议设立重庆直辖市的议案，涪陵市正式改隶重庆直辖市。1997年12月20日，经中共中央办公厅和国务院办公厅批准，撤销原地级涪陵市和枳城区、李渡区，设立重庆市涪陵区，重庆市涪陵区辖原枳城区、李渡区的行政区域。原涪陵市所辖的南川市、武隆县、丰都县、垫江县改归重庆市直接管辖。

## 行政区划
撤销前，涪陵市下辖2个市辖区、3个县和1个县级市：枳城区、李渡区、武隆县、丰都县、垫江县、南川市。